# Malindi Airport
Malindi Airport är en flygplats i Kenya. Den ligger i den södra delen av landet, 400 km sydost om huvudstaden Nairobi. Malindi Airport ligger 20 meter över havet.
Terrängen runt Malindi Airport är platt. Havet är nära Malindi Airport österut.  Närmaste större samhälle är Malindi, 2,5 km nordost om Malindi Airport. 